# 네레우스

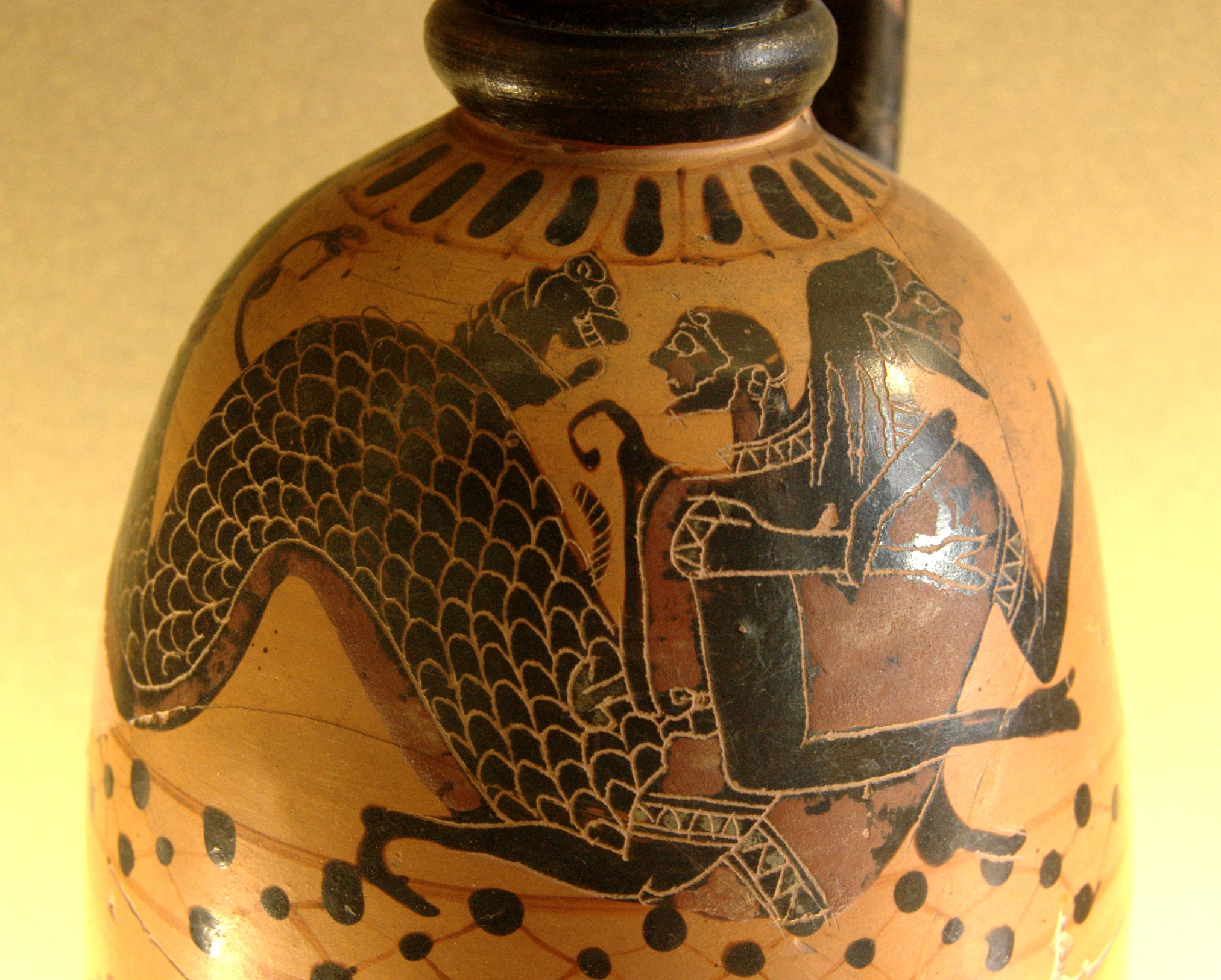
헤라클레스와 네레우스.

네레우스(그리스어: Νηρεύς)는 그리스 신화에서 나오는 물의 남신, 바다의 남신으로 폰토스 (바다)와 가이아 (대지)의 아들이다. 거신족으로 도리스와의 사이에서 에게해의 바다의 요정들인 수많은 네레이스를 낳았다. 호메로스의 작품들에서는 이 네레우스를 바다의 노인 (ἅλιος γέρων) 이라고 불렀다.
네레우스는 선원들의 수호자로 여겨졌으며 예언의 능력이 있는 것으로 묘사되는데 평상시의 모습은 하반신에 긴 물고기의 꼬리가 달린 모습으로 상반신은 긴 수염을 가진 인간의 모습이다. 또한 변신술에도 능하여 헤라클레스와 같은 영웅들이 네레우스를 잡으려 할 때 여러 가지 모습으로 변신할 수 있었다고 한다. 기원전 5세기를 지나면서 네레우스의 역할은 점차 트리톤에게 자리를 내주게 된다.
네레우스의 딸들인 네레이스 중 유명한 요정으로는 트로이아 전쟁의 영웅 아킬레우스를 낳은 테티스가 있다.